# Brandon Williams
Brandon Paul Brian Williams (Manchester, 2000. szeptember 3. –) angol utánpótlás válogatott labdarúgó, hátvéd, jelenleg a Championshipben szereplő Hull City játékosa.

## Pályafutása

### Klubcsapatokban

#### Manchester United
Brandon Williams Manchesterben született, a Manchester United saját nevelésű játékosa, a klub akadémiájának 2017-től kezdve volt a tagja. 2019 márciusában bekerült a Paris Saint-Germain elleni Bajnokok Ligája-nyolcaddöntőre utazó keretébe, de a mérkőzésre nevezett keretbe már nem szerepelt a neve. A felnőtt csapatban 2019. szeptember 25-én mutatkozott be egy Rochdale elleni Ligakupa-mérkőzésen. Október 3-án először kapott helyet a kezdőcsapatban, a holland AZ Alkmaar elleni Európa-liga-mérkőzésen. 2019. október 17-én 2022 nyaráig szóló profi szerződést írt alá a klubbal. A Premier League-ben a Liverpool elleni rangadón mutatkozott be 2019. október 20-án. November 10-én Ashley Young és Luke Shaw sérülését követően a bajnokságban is kezdőként lépett pályára a Brighton & Hove Albion ellen 3–1-re megnyert találkozón. 90 percet töltött a pályán, a hosszabbításban váltotta őt Marcos Rojo. A csapat szurkolói őt választották a mérkőzés legjobbjának. November 24-én, a Sheffield United elleni 3–3-as döntetlen alkalmával megszerezte első gólját is a United felnőtt csapatában, illetve a Premier League-ben.
2020. augusztus 4-én új, négyéves szerződést írt alá a Uniteddel, további egyéves hosszabbítási opcióval.
2021. augusztus 23-án a Premier League-be feljutó Norwich Cityhez került kölcsönbe a 2021–2022-es szezon végéig.
2023. augusztus 24-én az Ipswich Town vette kölcsön a 2023–2024-es szezon végéig. 2023. augusztus 26-án, a Leeds United ellen hazai pályán 4–3-ra elvesztett bajnokin mutatkozott be a csapatban. Első nyolc mérkőzésén kétszer talált be, amivel már októberben pályafutása legsikeresebbje volt a 2023–2024-es. A szezon végén feljutott a csapat az első osztályba, bár Williams a szezon második felében egyáltalán nem játszott. 2024 nyarán a United bejelentette, hogy elhagyja a klubot szerződése lejárta után.

#### Hull City
2025. augusztus 15-én Williams közel egy éves kihagyása után az angol másodosztályban szereplő Hull City-hez írt alá.

### A válogatottban
2019. augusztus 30-án először kapott meghívót az U20-as angol válogatott keretébe a Hollandia és Svájc elleni mérkőzésekre. Öt nappal később, a hollandok elleni 0–0-s mérkőzésen mutatkozott be a korosztályos válogatottban.

## Magánélete
2023. augusztus 20-án egy autóbalesetben volt Handforth közelében, amelynek következtében vádat emeltek ellene veszélyes, illetve biztosítás nélküli vezetésért. 2025. március 14-én elismerte bűnösségét a bíróságon.
2024. május 3-án eltiltották vezetéstől, majd 20 nappal később 14 hónapos felfüggesztett börtönbüntetést kapott.

## Statisztika
2023. december 29-i adatok alapján.
| Klub                      | Szezon         | Bajnokság      | Bajnokság | Bajnokság | FA-kupa | FA-kupa | Ligakupa | Ligakupa | Nemzetközi kupa | Nemzetközi kupa | Egyéb | Egyéb | Összesen | Összesen |
| Klub                      | Szezon         | Bajnokság      | M.        | Gól       | M.      | Gól     | M.       | Gól      | M.              | Gól             | M.    | Gól   | M.       | Gól      |
| ------------------------- | -------------- | -------------- | --------- | --------- | ------- | ------- | -------- | -------- | --------------- | --------------- | ----- | ----- | -------- | -------- |
| Manchester United U21     | 2019–20        | —              | —         | —         | —       | —       | —        | —        | —               | —               | 1     | 0     | 1        | 0        |
| Manchester United         | 2019–2020      | Premier League | 17        | 1         | 6       | 0       | 5        | 0        | 8               | 0               | —     | —     | 36       | 1        |
| Manchester United         | 2020–2021      | Premier League | 4         | 0         | 2       | 0       | 2        | 0        | 6               | 0               | —     | —     | 14       | 0        |
| Manchester United         | 2021–2022      | Premier League | 0         | 0         | 0       | 0       | 0        | 0        | 0               | 0               | —     | —     | 0        | 0        |
| Manchester United         | 2022–2023      | Premier League | 0         | 0         | 0       | 0       | 1        | 0        | 0               | 0               | —     | —     | 1        | 0        |
| Manchester United         | 2023–2024      | Premier League | 0         | 0         | 0       | 0       | 0        | 0        | 0               | 0               | —     | —     | 0        | 0        |
| Manchester United         | Összesen       | Összesen       | 21        | 1         | 8       | 0       | 7        | 0        | 14              | 0               | —     | —     | 50       | 1        |
| Norwich City (kölcsönben) | 2021–2022      | Premier League | 26        | 0         | 2       | 0       | 1        | 0        | —               | —               | —     | —     | 29       | 0        |
| Ipswich Town (kölcsönben) | 2023–2024      | Championship   | 15        | 2         | 0       | 0       | 2        | 0        | —               | —               | —     | —     | 17       | 2        |
| Karrier összes            | Karrier összes | Karrier összes | 62        | 3         | 10      | 0       | 11       | 0        | 14              | 0               | 1     | 0     | 98       | 3        |

## Sikerek, díjak
Manchester United
- Angol ligakupa: 2022–2023

Ipswich Town
- Championship ezüstérmes: 2023–2024